# Victor-Maurice, comte de Broglie

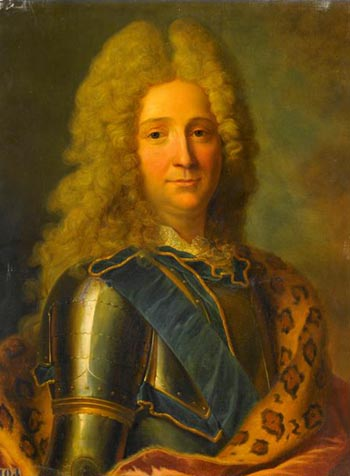
Victor-Maurice de Broglie

Wappen

Victor-Maurice, comte de Broglie, comte de Revel, marquis de Brezolles und de Senonches (* 12. März 1647 in Turin; † 4. August 1727 in Buhy), war ein Maréchal de France.

## Leben
Er stammte aus dem adeligen Hause Broglie, das im Piémont beheimatet war. Seine Eltern waren Francesco-Maria di Broglia (1611–1656) und Angélique de Vassal, comtesse de Favria. Nach dem Tod seines Vaters erbte er die Grafschaften von Broglie und von Revel sowie die Markgrafschaft Senonches. Außerdem wurde er zum Gouverneur von La Bassée ernannt.

### Militärkarriere
Mit 19 Jahren trat er 1666 als Offizier in ein Kavallerieregiment ein und diente im Holländischen Krieg unter dem Kommando von Louis II. de Bourbon, prince de Condé, und unter Henri de La Tour d’Auvergne, vicomte de Turenne. Er nahm an den Belagerungen von Charleroi, Tournai, Lille und Maastricht teil.
An der Spitze seines Chevau-légers-Regiments zeichnete er sich besonders bei Condé, in der Schlacht bei Seneffe und vor Maastricht aus, wo sein Pferd unter ihm getötet wurde.
Am 25. Februar 1677 wurde er zum Maréchal de camp befördert und am 1. August 1688 zum Lieutenant général des armées du Roi ernannt.
Im Dezember 1688 wurde er zum Militärkommandanten des Languedoc ernannt.
Broglie fand auch Verwendung im Pfälzischen Erbfolgekrieg.
Von Juli 1702 bis Februar 1703 kommandierte er die Truppen, die im sogenannten Cevennenkrieg die Kamisarden bekämpften. Ludwig XIV., der die Revolte zunächst nicht ernst genommen hatte, musste dann erkennen, dass sie nicht so einfach zu unterdrücken war. Anstatt Broglie Verstärkungen zu schicken, ersetzte er ihn am 12. März 1703 durch den Maréchal de Montrevel.
Am 2. Februar 1724 wurde er durch König Ludwig XV. zum Marschall von Frankreich ernannt.

## Heirat und Nachkommenschaft
Am 29. August 1666 heiratete er Marie de Lamoignon (1645–1733), Tochter von Guillaume de Lamoignon, dem Ersten Parlamentspräsidenten in Paris. Sie war die Schwester von Nicolas de Lamoignon de Baville, Intendant des Languedoc von 1685 bis 1718.
Dem Paar wurden acht Kinder geboren:
- Joseph-Hyacinthe (1667–1693), gefallen bei der Belagerung von Charleroi
- Charles-Guillaume, marquis de Broglie (1669–1751), 1718 zum Lieutenant général ernannt
- Achille-Joseph (1670?–1758)
- François-Marie de Broglie (1671–1745), Maréchal de France, duc de Broglie
- Achille de Broglie (1672–1750), Seigneur du Helloy, genannt „Chevalier de Broglie“
- Charles-Maurice (1682–1766), Abt des Klosters Les Vaux-de-Cernay in Cernay
- Victor (1689–1719)
- Marie-Madeleine † 1699